# Ван Хаутен-Груневелд, Ингрид
И́нгрид ван Ха́утен-Гру́невелд (нидерл. Ingrid van Houten-Groeneveld; 21 октября 1921, Берлин — 30 марта 2015, Угстгест, Нидерланды) — нидерландский астроном.
Окончила Гейдельбергский университет (1944). Работала в Лейденском университете, занималась исследованием и поиском астероидов.

## Исследования
Совместно с Томом Герельсом и своим мужем Корнелисом Йоханнесом ван Хаутеном она обнаружила и исследовала многие тысячи астероидов (более 4 тысяч), включая астероиды группы Аполлон, астероиды группы Амур и множество троянских астероидов.
Для своих наблюдений Том Герельс использовал 48-дюймовый телескоп системы Шмидта в обсерватории Паломар и отправлял фотопластины двум голландским астрономам в Лейденскую обсерваторию, которые анализировали их и выявляли новые, неизвестные ранее, астероиды. Этому трио приписывают несколько тысяч открытий.

## Память
- Астероид 1674 Groeneveld назван в её честь.